# Push It
Push It – pierwszy singel industrial metalowej grupy Static-X, pochodzący z debiutanckiego albumu grupy, Wisconsin Death Trip. Push It to jedna z najlepiej rozpoznawanych piosenek zespołu Static-X, wraz z utworem „I'm with Stupid” przyczyniła się do tego, że Wisconsin Death Trip to jak do tej pory najlepiej sprzedający się album Static-X. Utwór to kombinacja wielu elementów industrial metalu i według grupy „złego disco”. Reżyserią teledysku zajął się Mick Olszewski.

## Lista utworów
1. „Push It”
2. „Bled for Days [Live]”
3. „Push It [Jb’s Death Trance Mix]”
4. „Down”
5. „Push It [Mephisto Odyssey Crucified Dub Mix]”